# 1825年ジョン・クィンシー・アダムズ大統領就任式
第6代アメリカ合衆国大統領のジョン・クィンシー・アダムズの就任式は、1825年3月4日金曜日にワシントンD.C.のアメリカ合衆国議会議事堂の下院議場で行われた。これは10回目となる大統領就任式であり、大統領のジョン・クィンシー・アダムズの唯一の任期と副大統領のジョン・C・カルフーンの1期目の始まりとなった。アダムズは史上初めて大統領経験者（ジョン・アダムズ）の子が大統領に就任した例となった。またカルフーンは副大統領の就任時の年齢が42歳であり、当時としてはダニエル・D・トンプキンズに次ぐ若さであった。
アダムズの就任宣誓は最高裁判所長官のジョン・マーシャルが執り行った。アダムズは宣誓の際に聖書そのものではなく法律書の上に手を置いたと後に回想している。ジョン・アダムズからジョン・タイラーまでのどの大統領も聖書を用いて宣誓したという具体的証拠は存在しない。アダムズの就任演説は2915語であった。
アダムズは結んでいた長髪を短髪に切り、服装もニーブリーチズから長ズボンに変えた。この日の天候は「雨」と表され、総雨量は0.79インチ（20ミリ）、正午の推定気温は華氏47度（摂氏8度）であった。

## 背景
1824年大統領選挙では憲法修正第12条に定められている選挙人団の過半数票を4人の候補者の誰もが獲得できなかったため、ジョン・クィンシー・アダムズが下院によって大統領に選出された。この際において候補者の1人であったヘンリー・クレイがアダムズの支持を表明したために、最有力であったアンドリュー・ジャクソンを破る事が出来た。ジャクソンは一般票は最多数を獲得していた。アダムズは1828年大統領選挙で再選を目指したが、ジャクソンに敗れた。